# Charlot policeman

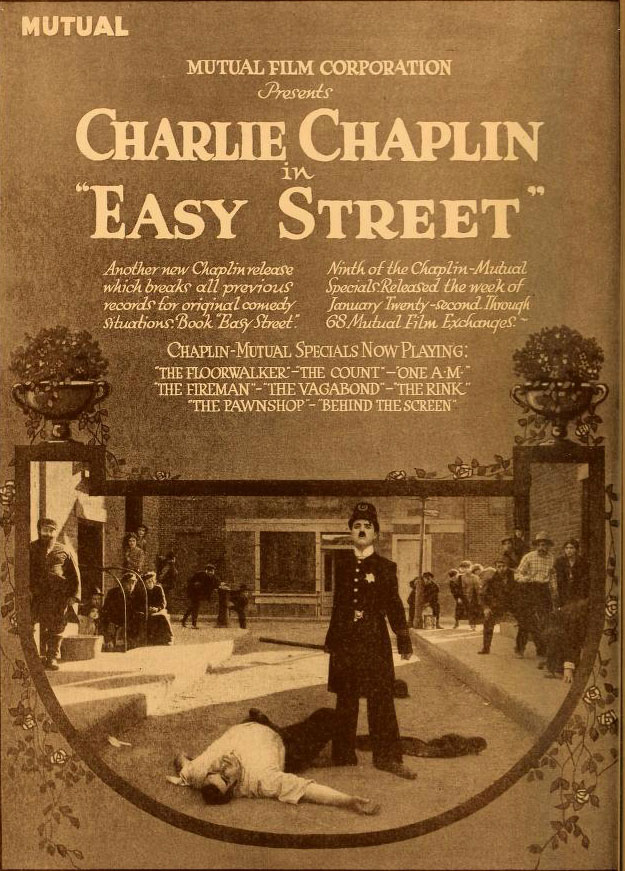
Easy Street

Charlot policeman (Easy Street) est un film américain réalisé par Charlie Chaplin, sorti en 1917.

## Synopsis
Charlot, un vagabond, tente de trouver du réconfort auprès d'une mission de bienfaisance. Alors qu'il s'apprête à dérober la quête, il rencontre une jeune missionnaire qui le remet dans le droit chemin. Plus tard, en passant devant un poste de police, il remarque une offre d'emploi. Le chef de la police l'embauche et l'envoie dans le quartier le plus mal famé de la ville, où règne un colosse qui, avec ses complices, terrorise les policiers. Charlot réussit à le neutraliser en l'asphyxiant avec le gaz d'un réverbère que le colosse a tordu ; il essaye ensuite de rendre service à une famille très pauvre tandis que les policiers embarquent le caïd. Pourtant, il réussit à s'échapper du poste en assommant pas moins de six policiers, et croise alors Charlot. S'ensuit une course-poursuite à travers le quartier où Charlot réussit à lancer un poêle sur la tête du caïd. Cependant, les complices de ce dernier réussissent à capturer Charlot et l'enferment dans l'appartement d'un drogué. Charlot se pique accidentellement, le produit lui donne une force surhumaine et il réussit à coffrer toute la bande.

## Fiche technique
- Titre français : Charlot policeman ou Charlot ne s'en fait pas[1]
- Titre belge : Charlot ne s'en fait pas ou Charlot policier
- Titre original : Easy Street
- Réalisation : Charlie Chaplin
- Scénario : Vincent Bryan, Charlie Chaplin et Maverick Terrell
- Production : Henry P. Caulfield et Charlie Chaplin
- Société de production : Lone Star Corporation
- Photographie : William C. Foster et Roland Totheroh
- Montage : Charlie Chaplin
- Pays de production : États-Unis
- Format : noir et blanc - 1,33:1 - Film muet - 35 mm
- Genre : court métrage, comédie
- Durée : 19 minutes / 24 minutes (version restaurée allemande)
- Dates de sortie :
  - États-Unis : 3 février 1917
  - France : 28 février 1919[1]

## Distribution
- Charlie Chaplin : le vagabond

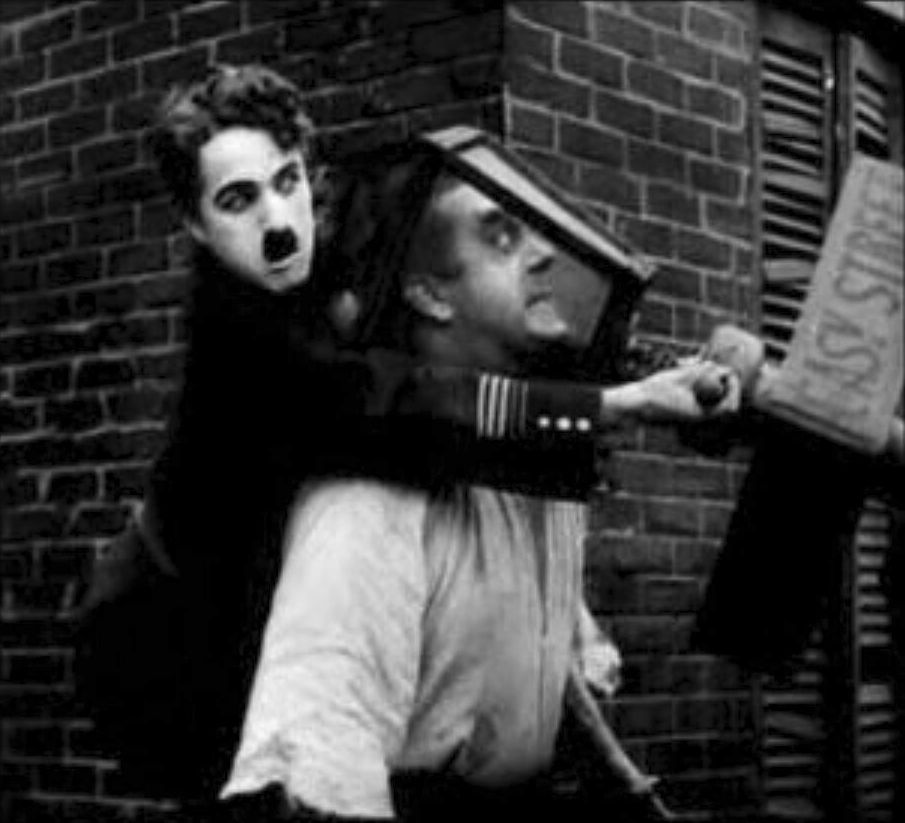
Scène du film.

- Edna Purviance : la jeune missionnaire
- Eric Campbell : le caïd
- Lloyd Bacon : un drogué
- William Gillespie : un drogué
- Henry Bergman : l'anarchiste
- Frank J. Coleman : un policier
- Janet Miller Sully : la mère de la mission
- Tom Wood : le chef de police

## Autour du film
- Le film est également sorti en Belgique sous les titres Charlot ne s'en fait pas, Charlot policier et Le Policeman.